# Manuela Umele
Manuela Umele (ur. w 1971 roku) – austriacka narciarka alpejska, złota medalistka mistrzostw świata juniorów.

## Kariera
Największy sukces w karierze Manuela Umele osiągnęła w 1990 roku, startując na mistrzostwach świata juniorów w Zinal. Zdobyła tam złoty medal w gigancie, wyprzedzając bezpośrednio Katję Seizinger z RFN i Włoszkę Andreę Raffeiner. Na tej samej imprezie była też dwunasta w supergigancie. Nigdy nie zdobyła punktów do klasyfikacji generalnej Pucharu Świata. Startowała głównie w zawodach Pucharu Europy, najlepsze wyniki osiągając w sezonie 1989/1990, kiedy była szósta w klasyfikacji generalnej i klasyfikacji supergiganta, a w gigancie była piąta. Nigdy nie wystartowała na igrzyskach olimpijskich ani mistrzostwach świata. W 1996 roku zakończyła karierę.

## Osiągnięcia

### Mistrzostwa świata juniorów
| Miejsce | Dzień    | Rok  | Miejscowość | Konkurencja | Czas biegu  | Strata  | Zwyciężczyni   |
| ------- | -------- | ---- | ----------- | ----------- | ----------- | ------- | -------------- |
| 12.     | 22 marca | 1990 | Zinal       | Supergigant | 1:10,12 min | +1,83 s | Sabine Ginther |
| 1.      | 23 marca | 1990 | Zinal       | Gigant      | 2:23,17 min | -       | -              |

### Puchar Europy

#### Miejsca w klasyfikacji generalnej
- sezon 1989/1990: 6.
- sezon 1994/1995: -

#### Miejsca na podium
Umele nigdy nie stanęła na podium zawodów PE.